# 나카무라 슌타
나카무라 슌타(일본어: 中村 駿太, 1999년 5월 10일~)는 일본의 축구 선수이다.

## 구단 경력
그는 2018년 J2리그의 몬테디오 야마가타에 입단했다. 2019년 J3리그의 더스파구사쓰 군마로 임대 이적했다. 2020년 몬테디오 야마가타로 복귀했다. 2021년부터 2022년까지 J3리그의 가마타마레 사누키에서 뛰었다.